# Esquadrão N.º 18 da RAAF
O Esquadrão N.º 18 foi um esquadrão da Real Força Aérea Australiana (RAAF) durante a Segunda Guerra Mundial. Composto por militares australianos e holandeses, o esquadrão foi formado em Abril de 1942 e realizou missões anti-submarino na costa australiana, sendo posteriormente destacado para o teatro de operações do sudoeste do pacífico. No final do conflito mundial, o esquadrão foi dissolvido em Julho de 1950.